# Francisella
Francisella es un género patógeno de proteobacterias cuya especie más representativa es F. tularensis, que se divide a su vez en las subespecies tularensis, holarctica, mediasiatica y novicida. La importancia de esta especie radica en que es el agente etiológico de la tularemia o fiebre de los conejos. Además, F. t. novicida y F. philomiragia se asocian a septicemia.
Se trata de bacilos pequeños o cocobacilos, Gram negativos e inmóviles. Además, las subespecies F. t. tularensis y F. t. holarctica son capsuladas estando esta cualidad relacionada con su mayor virulencia. Son parásitos facultativos intracelulares de los macrófagos, aerobios estrictos. Las colonias de Francisella tienen un gran parecido morfológico con las del género Brucella.
Son muy resistentes al frío e incluso a la congelación, y notablemente resistente a la lejía, pero sensible a los desinfectantes comunes. Es una bacteria muy infecciosa, es decir, se necesita muy poca cantidad de bacterias o bien baja carga bacteriana para que surja la infección.
El nombre del género hace honor a su descubridor, el bacteriólogo estadounidense Edward Francis, quien aisló por primera vez la "Bacterium tularensis" en 1922 en enfermos de tularemia.

## Características de laboratorio
Francisella puede sobrevivir durante varias semanas en el medio ambiente; paradójicamente, pueden ser difíciles de cultivar y mantener en el laboratorio. El crecimiento es lento y los organismos son muy exigentes, muchas de las cepas de Francisella requieren suplementos de cisteína (agar sangre-cisteína-glucosa) para poder crecer. 
Después de 24 horas de incubación en un medio sólido apropiado, las colonias de Francisella son generalmente pequeñas (1 a 2 mm), opacas y de color blanco-gris a gris-azulado y una zona verde de decoloración característica. Las colonias son lisas, con bordes limpios y, a las 48 horas de crecimiento, tienden a tener una superficie brillante.